# Akizuki (1941)
Akizuki (秋月, あきづき, アキヅキ| pol. "jesienny księżyc") – japoński wielki niszczyciel z okresu II wojny światowej, główny okręt typu Akizuki. W służbie w latach 1942-1944, zatopiony podczas bitwy o Leyte.

## Historia
"Akizuki" był pierwszym okrętem z serii wielkich niszczycieli typu Akizuki, zaprojektowanych specjalnie jako okręty obrony przeciwlotniczej, których główne uzbrojenie stanowiło 8 nowych dział uniwersalnych kalibru 100 mm, o umiarkowanym kalibrze jak na niszczyciele, lecz dysponujących świetnymi charakterystykami balistycznymi. Zbudowany był w ramach programu rozbudowy floty z 1939 roku, pod numerem budowy 104.
Stępkę pod budowę okrętu położono 30 lipca 1940 w stoczni Marynarki w Maizuru, kadłub wodowano 2 lipca 1941, a okręt wszedł do służby 11 czerwca 1942. Nazwa, podobnie jak pozostałych niszczycieli tej serii, związana była z Księżycem i oznaczała "Jesienny Księżyc".

## Służba
Po wejściu do służby, "Akizuki" początkowo wypełniał zadania eskortowe, eskortując lotniskowiec "Zuikaku" z Kure do rejonu Aleutów w czerwcu 1942 i transportowiec wojska "Kamakura Maru" z Yokosuka do Makasar i z powrotem w lipcu. Między 13 a 21 sierpnia 1942 eskortował transportowiec amunicji "Naruto Maru" z Yokosuka do Rabaulu na Nowej Brytanii, co wiązało się z przebazowaniem niszczyciela na obszar walk o Guadalcanal toczonych wokół Wysp Salomona.

### Działania w rejonie Wysp Salomona 1942-1943
"Akizuki" brał udział w składzie osłony lotniskowców 1. Zespołu Uderzeniowego w bitwie koło wschodnich Wysp Salomona 24 sierpnia 1942. We wrześniu patrolował na północ od wysp Salomona. Brał następnie udział w nocnych operacjach zaopatrywania japońskich wojsk na Guadalcanalu (tzw. Tokyo Express), rozpoczynając od eskorty 3 października uszkodzonego transportowca wodnosamolotów "Nisshin" powracającego do bazy na Shortland z misji zaopatrzeniowej. 7 października 1942 przydzielono "Akizuki" do 61. Dywizjonu 10. Flotylli Niszczycieli 3. Floty. W dniach 8-9 października eskortował "Nisshin" w kolejnej misji na Guadalcanal, samemu też przewożąc żołnierzy. "Akizuki" był następnie okrętem flagowym kontradmirała Tamotsu Takamy, dowodzącego eskortą zespołu transportowego z zaopatrzeniem na Guadalcanal w nocy 11-12 października 1942 (podczas tej operacji, doszło do bitwy sił przykrycia koło przylądka Ésperance, w której eskorta zespołu transportowego nie brała udziału).
W połowie października "Akizuki" został okrętem flagowym 4. Eskadry (Flotylli) Niszczycieli (Suirai Sentai, ang. Desron 4) kontradm. Tamotsu Takamy i wziął udział w dwóch operacjach Tokyo Express. Wchodził następnie w skład grupy uderzeniowej, mającej wesprzeć walki lądowe na Guadalcanalu 25 października 1942. Podczas tej akcji, ratując pod Guadalcanalem rozbitków ze zbombardowanego krążownika "Yura", sam został tego dnia uszkodzony i przejściowo unieruchomiony bliskim trafieniem bomby przez bombowiec B-17. Po naprawach w Rabaulu, od listopada do 16 grudnia 1942 był remontowany w Yokosuka w Japonii (po drodze eskortował z Truk lotniskowiec "Shōkaku").

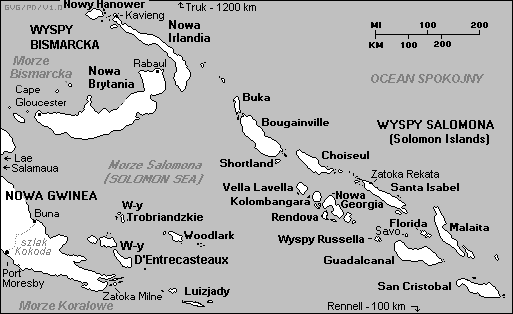
Rejon działań 1942-1943 (baza Truk leży poza mapą, ok. 1300 km na północ od Rabaulu)

Po remoncie, został okrętem flagowym 10. Eskadry Niszczycieli kontradm. Susumu Kimury i został na początku stycznia 1943 przebazowany do Truk (eskortując tam lotniskowiec "Zuikaku"), następnie do Shortland. Wysłany 19 stycznia 1943 w celu osłony storpedowanego transportowca "Myoho Maru", został sam uszkodzony torpedą amerykańskiego okrętu podwodnego USS "Nautilus" w rejonie Wysp Salomona (14 zabitych, 63 rannych, w tym adm. Kimura). Druga torpeda trafiła okręt, lecz nie wybuchła. Mimo zalania jednej maszynowni, okręt mógł rozwinąć prędkość 20 w. Po prowizorycznej naprawie w Truk do 11 marca, eskortował transportowiec "Tokyo Maru" na Saipan, lecz po opuszczeniu Saipanu 14 marca, na skutek nadwerężenia konstrukcji, pękł kadłub niszczyciela pod mostkiem. Udało się odholować "Akizuki" na Saipan i osadzić na płyciźnie. Do czerwca prowadzono naprawy przez statek ratowniczy "Matsunori Maru", podczas których m.in. usunięto wieże artyleryjskie i mostek dla odciążenia kadłuba. Następnie w czerwcu okręt został odholowany do Japonii, gdzie był remontowany w Nagasaki do końca października 1943.

### Działania powietrzno-morskie 1943-1944
W listopadzie 1943 "Akizuki" powrócił do Truk, po czym wypełniał zadania eskortowe w składzie 61. dywizjonu. 11 grudnia 1943 dostarczał zaopatrzenie na Kwajalein, a 1 stycznia 1944 eskortował krążowniki „Noshiro” i „Ōyodo” dostarczające zaopatrzenie do Kavieng i był nieskutecznie atakowany przez samoloty. 1-3 lutego 1944 został ewakuowany wraz z większością floty z bazy Truk do Palau, a następnie do Lingga Roads, w rejon Singapuru. Brał udział w powietrzno-morskiej bitwie na Morzu Filipińskim 19-20 czerwca 1944 w składzie 10. Eskadry Niszczycieli (wraz z trzema innymi okrętami tego typu), osłaniającej lotniskowce w składzie zespołu adm. Ozawy. Uczestniczył w ratowaniu rozbitków z lotniskowca "Taihō", a po przegranej bitwie powrócił na wody Japonii.

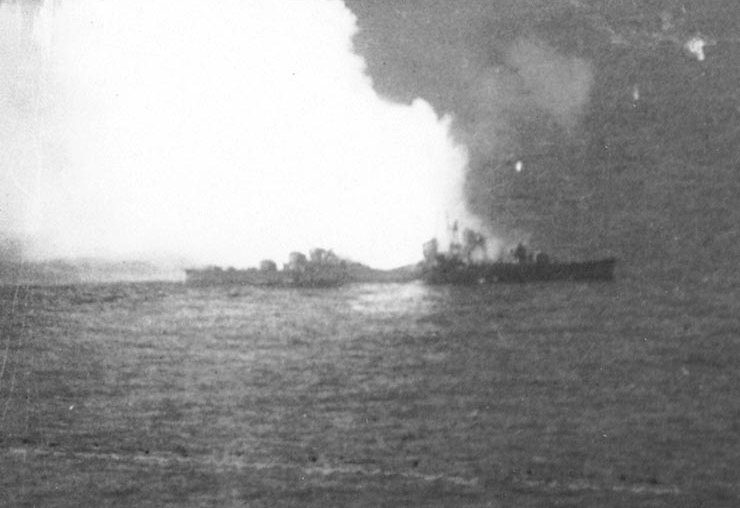
Niszczyciel "Akizuki" wybucha po trafieniu torpedą 25 października 1944

"Akizuki" brał następnie udział w bitwie o Leyte, ponownie w składzie zespołu lotniskowców adm. Ozawy. Podczas starcia z amerykańskim lotnictwem 25 października 1944 koło przylądka Engano, po godz. 9 został zatopiony torpedą, która spowodowała wybuch okrętu i jego zatonięcie w ciągu kilku minut. Za sprawców zatopienia uznano samoloty torpedowe zespołu TF 38, lecz według części źródeł, był to atakujący równolegle amerykański okręt podwodny USS "Halibut". Okręt zatonął w rejonie pozycji 20°29′N 126°30′E/20,483333 126,500000. Zginęło 183 członków załogi, niszczyciel eskortowy "Maki" uratował 146 ludzi łącznie z dowódcą. Okręt skreślono z listy floty 10 grudnia 1944.
Dowódcy:
- kmdr por. Yasuji Koga (czerwiec 1942 – 26 lipca 1943)
- kmdr por./kmdr Tomoe Ogata (8 października 1943 – 25 października 1944)

## Dane techniczne
Opis konstrukcji i szczegółowe dane – w artykule niszczyciele typu Akizuki

### Uzbrojenie i wyposażenie
- 8 dział uniwersalnych kalibru 100 mm Typ 98 w wieżach dwudziałowych (4xII)
  - długość lufy – L/65 (65 kalibrów), kąt podniesienia – 90° donośność – 19 500 m (pozioma), 14 700 m (maks. pionowa), masa pocisku – 13 kg. Zapas amunicji – po 300 nabojów
- 4 – 27 działek przeciwlotniczych 25 mm Typ 96, na stanowiskach podwójnych, potrójnych i pojedynczych (początkowo 2xII, ilość zwiększana w latach 1943-44)
- 4 wyrzutnie torpedowe 610 mm Typ 92 model 4 (1xIV) (8 torped Typ 93)
- 2-4 miotacze bomb głębinowych Typ 94, zrzutnie bg (54-72 bomby głębinowe)

## Wyposażenie
- system kierowania ogniem artylerii głównej: dwa 4,5-metrowe dalmierze stereoskopowe (na nadbudówce dziobowej i rufowej) z przelicznikiem artyleryjskim Typ 94.
- urządzenia kierowania ogniem artylerii plot: 2,5-metrowy dalmierz, dwa 1,5 metrowe dalmierze
- szumonamiernik
- radar (od 1943-44): dozoru ogólnego model 21 lub dozoru ogólnego model 22 i/lub dozoru powietrznego model 13